# إدمون كيراز
إدمون كيراز (بالفرنسية: Edmond Kiraz)‏ (1923 - 2020)، هو رسام كاريكاتير سياسي فرنسي، ولد في القاهرة من أصل أرمني. تحدث الأرمينية والعربية والفرنسية والإنجليزية. في سن السابعة عشر، بدأ مسيرته في عالم الكاريكاتير السياسي تحت اسم «كيراز» في الصحف المصرية، في سن الثانية والعشرين عام 1946 ذهب إلى باريس.
توفي يوم 11 أغسطس 2020 في مدينة باريس.